# Eric Wetzel
Eric Wetzel (ur. 19 maja 1960) – amerykański zapaśnik walczący przeważnie w stylu klasycznym. Zajął szóste miejsce na mistrzostwach świata w 1986 i odpadł w eliminacjach w 1990 i 1993. Srebrny medalista igrzysk panamerykańskich w 1987 i mistrzostw panamerykańskich w 1988. Wygrał wojskowe MŚ w 1988 i drugi w 1983. Trzeci w Pucharze Świata w 1986 i 1990; czwarty w 1996.
Zawodnik Dunbar Vocational High School z Chicago i United States Marine Corps, Afroamerykanin.